# Макс Отто Лоренц
Макс Отто Лоренц (Max Otto Lorenz; 19 вересня 1876, Барлінгтон, Айова — 1 липня 1959, Саннівейл, Каліфорнія) — американський математик та економіст, автор загальновідомої кривої Лоренца (була опублікована в 1905 році), яка геомерично відображає степінь розподілу доходів всередині суспільства. Навчався у Вісконсинському університеті. Працював у різних державних установах США.

## Головні праці
- «Методи підрахунку концентрації багатства» (Methods of measuring the concentration of wealth, 1905);
- «Основи економічної теорії» (Outlines of Economics, 1908, у співавторстві з Р.Елі, Т. Адамсом та Е.Янгом)

1. 1 2  SNAC — 2010.